# Palazzo Leonetti (Caserta)

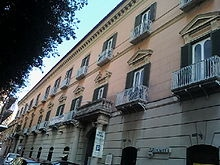
Palazzo Leonetti

Der Palazzo Leonetti ist ein Palast aus dem 18. Jahrhundert im Zentrum von Caserta in der italienischen Region Kampanien. Er liegt an der Piazza Vanvitelli, 16. Dort sind heute das Museum für örtliche Geschichte und eine Niederlassung der Banco di Roma (heute UniCredit) untergebracht.

## Geschichte
Raffaele Leonetti ließ den Palast 1796 erbauen. Er beauftragte mit der Planung den Architekten Carlo Vanvitelli. Im Jahre 1857 ließ der damalige Besitzer, Tommaso Leonetti, den Palast vom Architekten Domenico Ferrara umbauen.

## Beschreibung
Die heutige Fassade des dreistöckigen Palastes ist klassizistisch. Der Eingang zum Garten ist durch zwei chinesische Pavillons gekennzeichnet. Der Innenhof ist typisch für Herrenhäuser aus dem 18. Jahrhundert. Vom hinteren Teil des Innenhofes, gegenüber vom Eingangstor, gelangt man in den erhöhten Garten, der sich zu einem Gelände in Besitz der Familie öffnet.